# Kettenhomotopie
Im mathematischen Teilgebiet der homologischen Algebra ist eine Kettenhomotopie eine Abstraktion des topologischen Begriffes einer Homotopie.

## Definition
Es seien {\displaystyle X} und {\displaystyle Y} Kokettenkomplexe und {\displaystyle f,g\colon X\to Y} zwei Kettenabbildungen, d. h. Systeme von Morphismen {\displaystyle f^{k}\colon X^{k}\to Y^{k}}, die mit den Differentialen in dem Sinne verträglich sind, dass {\displaystyle f^{k+1}\circ d_{X}^{k}=d_{Y}^{k}\circ f^{k}} gilt.
Dann ist eine Kettenhomotopie {\displaystyle D\colon f\simeq g} eine Folge von Morphismen {\displaystyle D^{k}\colon X^{k}\to Y^{k-1}}, so dass
{\displaystyle f-g=Dd+dD}, oder ausführlicher
{\displaystyle f^{k}-g^{k}=D^{k+1}\circ d_{X}^{k}+d_{Y}^{k-1}\circ D^{k}} für alle {\displaystyle k},
gilt.
{\displaystyle f} und {\displaystyle g} heißen homotop, wenn es eine Kettenhomotopie {\displaystyle D\colon f\simeq g} gibt. Homotopie ist eine mit der Komposition verträgliche Äquivalenzrelation auf der Menge aller Kettenabbildungen.
Homotopien von Abbildungen zwischen Kettenkomplexen (und nicht Kokettenkomplexen) sind analog definiert. Zwei Kettenabbildungen {\displaystyle f=(f_{k})_{k}} und {\displaystyle g=(g_{k})_{k}} zwischen Kettenkomplexen {\displaystyle X=((X_{k})_{k},(d_{k}^{X})_{k})} und {\displaystyle Y=((Y_{k})_{k},(d_{k}^{Y})_{k})} heißen homotop, wenn es eine Folge {\displaystyle (D_{k})_{k}} von Morphismen {\displaystyle D_{k}\colon X_{k}\rightarrow Y_{k+1}} gibt, so dass
{\displaystyle f_{k}-g_{k}=d_{k+1}^{Y}\circ D_{k}+D_{k-1}\circ d_{k}^{X}} für alle {\displaystyle k}.
Zwei Kettenkomplexe {\displaystyle X=((X_{k})_{k},(d_{k}^{X})_{k})} und {\displaystyle Y=((Y_{k})_{k},(d_{k}^{Y})_{k})} heißen kettenhomotopieäquivalent, wenn es Kettenabbildungen {\displaystyle f\colon X\rightarrow Y} und {\displaystyle g\colon Y\rightarrow X} gibt, für die die Hintereinanderausführungen {\displaystyle fg} und {\displaystyle gf} jeweils homotop zur Identität sind.

## Bedeutung
- Eine Abbildung, die homotop zur Nullabbildung ist, heißt nullhomotop. Die Kategorie der Kokettenkomplexe modulo nullhomotoper Abbildungen ist die Homotopiekategorie.

- Homotope Kettenabbildungen induzieren dieselbe Abbildung in der Homologie bzw. Kohomologie.[2]

- Ist insbesondere {\displaystyle C} ein Kokettenkomplex und {\displaystyle D\colon \mathrm {id} _{C}\simeq 0} eine Homotopie zwischen der Identität auf {\displaystyle C} und der Nullabbildung auf {\displaystyle C}, so ist die Kohomologie von {\displaystyle C} trivial, d. h. {\displaystyle C} ist exakt. Man spricht dann auch von einer kontrahierenden Homotopie.

- Sind zwei stetige Abbildungen {\displaystyle f} und {\displaystyle g} zwischen topologischen Räumen {\displaystyle X} und {\displaystyle Y} homotop, so sind die zugeordneten Abbildungen {\displaystyle Sf} und {\displaystyle Sg} zwischen den zugehörigen singulären Kettenkomplexen homotop im oben definierten Sinne[3]. Insbesondere sind die induzierten Abbildungen zwischen den singulären Homologiegruppen gleich.

- Zwei projektive Auflösungen eines Moduls über einem Ring sind homotop[4]. Insbesondere sind die Homologien der Auflösungen gleich, was zum Begriff des abgeleiteten Funktors führt.